# Enzo Vicari
Vincenzo Giuseppe Agostino Vicari, detto Enzo (Sant'Agata di Militello, 6 agosto 1922 – Milano, 25 ottobre 2004) è stato un prefetto italiano.

## Biografia
Nato a Sant'Agata di Militello nel 1922 da Salvatore Vicari e Vincenzina Cardinale, maestri prima a Sant'Agata di Militello e poi a Palermo, si è formato nel liceo classico di Patti, dove si distinse per le sue tendenze letterarie. Ammesso nel 1942, frequentò la Regia Accademia di fanteria e cavalleria di Modena fino al suo scioglimento l'8 settembre 1943.
Laureatosi a Messina in Giurisprudenza, nel 1947 è entrato nel ruolo direttivo del Ministero dell'Interno e destinato prima ad Agrigento, poi a Reggio Calabria, quindi, nel 1951, a Como, iniziando una carriera destinata a svolgersi per 37 anni in Lombardia. Nel 1965 è vice prefetto ispettore alla Prefettura di Milano, dove è preposto all'ufficio per gli affari economici e sindacali, incarico che svolge fino al 1973, per tutta la durata dei grandi conflitti di lavoro. Era il nipote del capo della polizia Angelo Vicari.
Dal 1971 al 1973 si occupa dell'organizzazione delle prime strutture della Regione Lombardia e della formazione dei fondamentali strumenti normativi regionali. Dall'ottobre 1973 è vice prefetto vicario di Milano. Il 1º dicembre 1975 viene nominato prefetto e destinato a Nuoro, durante la recrudescenza dei sequestri di persona e dopo l'assassinio di on. Riccio, della Democrazia Cristiana.
Nel 1976 è prefetto a Pavia. Dal 3 gennaio 1980, in coincidenza con alcuni dei più gravi episodi di terrorismo, l'assassinio a Milano di tre valorosi poliziotti, Granato, Taverna, Romiti e il sequestro di circa duecento persone con il ferimento alle gambe di dieci di essi a Torino nella locale Scuola di amministrazione aziendale,, è destinato dal Governo Cossiga a Milano, dove fino al marzo 1985 esercita anche le funzioni di Commissario di Governo per la Regione Lombardia e di Presidente della Commissione di controllo sugli atti regionali. È stato prefetto di Milano dal 1980 al 1987. Lascia la prefettura di Milano per naturale scadenza il 21 luglio 1987.
Dal 1988 al 1992 è presidente della Fiera di Milano. Dal 1996 insegna diritto all'Università Colombo di Milano. Dal 1997 è presidente dell'Istituto ortopedico Galeazzi di Milano.
Dal 1997 è presidente della Fondazione Cariplo per la lotta all'usura. Muore in casa a Milano il 25 ottobre 2004 e viene tumulato nell'edicola di famiglia nella Necropoli del Cimitero Monumentale.

## Memoria
Da un ricordo di Bruno Ferrante, già prefetto di Milano, in occasione dell'intitolazione della piazza dedicata a Enzo Vicari dal Comune di Sant'Agata di Militello il 23 ottobre 2010:
(Bruno Ferrante)

## Opere
- Giuro di essere fedele - Ricordi di un Prefetto della prima Repubblica, Longanesi & c, Milano 1994[1]